# Benedicte Brummer
Benedicte Olrik, gift Brummer (født 27. september 1881 på Frederiksberg, død 28. september 1974 i Hellerup) var en dansk maler, søster til Axel, Dagmar, Eyvind, Hans, Jørgen og Povl Olrik og gift med Carl Brummer.

## Virke
Hun var datter af maleren og billedhuggeren Henrik Olrik og Hermina Valentiner og blev uddannet hos Tycho Jessen 1900-02 og senere hos Ludvig Find og J.F. Willumsen. Hun lærte gobelinvævning af søsteren Dagmar Olrik og var elev hos Lucien Simon og Jacques-Émile Blanche, Paris 1904-05, gik på N.V. og Bertha Dorphs Malerskole 1908-09 og slutteligt i Kunstakademiets dekorationsklasse november 1909 med særlig tilladelse til at studere al freskoteknik. Hun besøgte Italien 1900, Paris 1904-05 og var senere med sin mand på mange rejser bl.a. til Italien. Hun arbejdede under Dagmar Olriks og Lorenz Frølichs ledelse på Københavns Rådhus' vævestue 1902-10. I 1925 modtog Brummer bronzemedalje for gobelintegninger ved verdensudstillingen i Paris.
Hun malede hovedsageligt landskaber fra Nordsjælland, Fredensborg, Hellebæk, Skotterup og Bøllemosen.
Hun blev gift 8. april 1910 på Frederiksberg med arkitekt Carl Brummer, søn af forpagter Hans Frederik Brummer og Ida Amalie Christensen.
Hun er sammen med sin mand begravet på Gentofte Kirkegård.

## Udstillinger
- Kunstnernes Efterårsudstilling 1905, 1907-09
- Landsudstillingen i Aarhus 1909
- Berlin 1910-11
- Dyrehavens Malere 1913
- Kvindelige Kunstneres retrospektive Udstilling, København 1920
- Verdensudstillingen i Paris 1925
- Forum, København 1929
- Charlottenborg Forårsudstilling 1930-36, 1938-42, 1952-61, 1963-72
- Danske Kunstnerslægter, Charlottenborg 1952
- Separatudstilling: Winkel & Magnussen, København 1918

## Værker
- Caroline Mathilde og Struensee spiller fjerbold, dørstykke til Frydenlund (ca. 1910)
- Fra Enrum have (akvarel og pastel 1911)
- Forår ved Bøllemosen (1926)
- Septemberdage ved Bøllemosen (1936)
- To akvareller til gobelin (ca. 1918, Designmuseum Danmark)